# Orticaria solare
L'Orticaria solare (OS) è una malattia rara in cui l'esposizione alla radiazione ultravioletta, o talvolta anche alla luce visibile, induce un caso di orticaria che può manifestarsi in entrambe le aree coperte e scoperte della pelle. È classificata come un tipo di orticaria fisica. La classificazione dei tipi della malattia è alquanto controversa; un sistema di classificazione distingue vari tipi di OS sulla base della lunghezza d'onda della radiazione che provoca la rottura; un altro sistema di classificazione si basa sul tipo di allergene che avvia una rottura.
L'agente nel corpo umano responsabile della reazione alle radiazioni, indicato come fotoallergene, non è stato ancora identificato. La malattia stessa può essere difficile da diagnosticare correttamente perché è molto simile ad altri disturbi dermatologici, come la Polymorphous light eruption o PMLE. Il test più utile è un fototest diagnostico, un test specializzato che conferma la presenza di una reazione anomala alle scottature. Una volta riconosciuta, il trattamento della malattia comunemente prevede la somministrazione di antistaminici e trattamenti di desensibilizzazione come la fototerapia. In casi estremi, si può considerare l'uso di immunosoppressori e plasmaferesi.
La scoperta iniziale della malattia è accreditata a P. Merklen nel 1904, ma essa non ha avuto un nome fino a quando non venne suggerito "orticaria solare" ("Solar urticaria") nel 1923. Tuttavia, la ricerca ha studiato molto questa malattia rara. Nel secolo scorso sono stati segnalati più di un centinaio di casi.

## Storia
L'Orticaria solare è stata identificata per la prima volta da P. Merklen nel 1904. Appena un anno dopo, nel 1905, Ward fu il primo a indurre orticaria attraverso l'esposizione al sole in un ambiente controllato. Il primo caso documentato è accaduto in Giappone nel 1916. Il nome "orticaria solare" è stato proposto nel 1923. Nel 1928 è stata indotta per la prima volta l'orticaria tramite fototest con quantità crescenti di radiazioni di lunghezze d'onda diverse. Nel 1942 la malattia è stata passivamente trasferita a volontari sani utilizzando siero di pazienti con orticaria solare.

## Segni e sintomi
Generalmente, le zone colpite sono aree esposte della pelle di solito non protette da abbigliamento, ma l'Orticaria solare può verificarsi anche in aree coperte dai vestiti. Le aree costantemente sottoposte ai raggi del sole possono essere influenzate solo leggermente. Le parti del corpo solo scarsamente coperte possono potenzialmente essere sottoposte ad un focolaio.
La vita con l'OS può essere difficile. I pazienti sono soggetti a costante prurito e dolore e in pochi minuti di esposizione alle radiazioni UV apparirà una eruzione cutanea. La reazione orticarioide inizia nella forma di prurito, successivamente si presenta sotto forma di eritema e edema nelle aree esposte della pelle. Se sono interessate vaste aree del corpo, la perdita di liquido nella pelle può portare a stordimento, mal di testa, nausea e vomito. Raramente, i pazienti hanno sperimentato anche broncospasmi. Inoltre, se una grande area del corpo viene improvvisamente esposta, la persona può essere soggetta ad una reazione anafilattica. Una volta libera dall'esposizione, l'eruzione cutanea si esaurisce entro alcune ore.

## Cause
L'orticaria solare è un'ipersensibilità mediata dalle IgE che può essere introdotta attraverso fattori primari o secondari, o indotta da fotosensibilizzazione esogena. L'OS primaria è ritenuta essere un'ipersensibilità di tipo I (una da lieve a grave reazione ad un antigene, che comprende l'anafilassi) in cui un antigene, o sostanza che provoca una risposta immunitaria, è "indotto da radiazione visibile o UV" ("induced by UV or visible radiation"). L'OS secondaria può verificarsi quando una persona entra in contatto con sostanze chimiche come catrame, pece e coloranti. Le persone che fanno uso di farmaci come il benoxaprofene o pazienti con protoporfiria eritropoietica possono contrarre questa forma secondaria. Questi elementi causano questa fotosensibilità in quanto sono fotosensibilizzanti esogeni: si trovano fuori dal corpo e causano una maggiore sensibilità alla luce.
Inoltre, ci sono state alcune (insolite) cause non ortodosse di orticaria solare. Per coloro sensibili alla luce visibile, le t-shirt bianche possono aumentare le probabilità di sperimentare un focolaio. In un caso, i medici hanno scoperto che una t-shirt bianca aveva assorbito le radiazioni UVA del sole e trasformato queste in luce visibile che ha poi causato la reazione. Un altro paziente era in trattamento con l'antibiotico tetraciclina per un disturbo dermatologico separato e scoppiò in eruzioni quando esposto al sole; questo è stato il primo caso di orticaria solare a coinvolgere la tetraciclina come agente scatenante.
Non è ancora noto quale specifico agente nel corpo provochi la reazione allergica alla radiazione. Quando ai pazienti con OS è stato iniettato un siero autologo irradiato, molti hanno sviluppato l'orticaria all'interno dell'area di iniezione. Quando sieri simili sono stati iniettati in persone che non avevano mai avuto l'OS, esse non hanno mostrato sintomi simili. Ciò indica che la reazione è solo una caratteristica dei pazienti con orticaria solare e che non è dovuta a fototossicità.
È possibile che il fotoallergene si trovi sui siti di legame delle IgE che si trovano sulla superficie dei mastociti. Si crede che il fotoallergene sia un cromoforo trasformatosi in agente dannoso tramite l'assorbimento di radiazione.

## Diagnosi
L'Orticaria solare può essere difficile da diagnosticare, ma la sua presenza può essere confermata dai fototest. Ci sono diverse forme di questi test, tra cui il photopatch test, i fototest "classici", i test di fotoprovocazione e diverse prove di laboratorio. Tutti questi test sono necessari per determinare l'afflizione esatta di cui il paziente sta soffrendo.
I photopatch test sono dei patch test condotti quando si ritiene che un paziente stia vivendo alcuni sintomi di un'allergia che si verifica solo quando si è in contatto con la luce solare. Dopo la procedura, il paziente viene sottoposto a un basso dosaggio di radiazioni UVA.
Un altro test, noto semplicemente come fototest, è il più utile per identificare l'orticaria solare. In questo test, segmenti di pelle di un centimetro vengono sottoposti a diverse quantità di radiazioni UVA e UVB al fine di determinare il dosaggio specifico della certa forma di radiazione che provoca l'orticaria. Durante il test per la forma meno intensa di orticaria solare (orticaria solare fissa), il fototest deve essere condotto solo nelle zone di pelle dove sono apparse le eruzioni, per evitare la possibilità di ottenere risultati falsi negativi.
Una terza forma di test è il test di fotoprovocazione (photoprovocation test). Il procedimento di questa prova consiste nell'esporre una zona di un braccio del paziente a una certa dose di radiazione UVB, e un'altra area sull'altro braccio a una certa dose di radiazioni UVA. La quantità di radiazioni a cui il paziente è esposto è uguale a quella "ricevuta in un'ora di sole estivo di mezzogiorno". Se la procedura produce una eruzione cutanea, allora il paziente sarà sottoposto ad un biopsia.
Infine, vi sono prove di laboratorio che generalmente comportano procedure come l'analisi di sangue, urina, feci e test biochimici. In alcune situazioni, può essere eseguita una biopsia cutanea.

### Classificazioni
L'orticaria solare, a causa delle sue particolari caratteristiche, è considerata un tipo di orticaria fisica o di sensibilità alla luce. L'orticaria fisica deriva da fattori fisici dell'ambiente, che nel caso dell'orticaria solare sono la radiazione UV o la luce. L'OS può essere classificata in base alla lunghezza d'onda dell'energia radiante che causa la reazione allergica; questa è nota come classificazione di Harber, e con questo sistema vengono identificati sei tipi di orticaria solare. Il Tipo I è causato da radiazione UVB (ultravioletta B), con lunghezze d'onda che vanno da ca 290 a ca 320 nm. Il Tipo II è indotto dalla radiazione UVA (ultravioletta A) con lunghezza d'onda nel range di 320-400 nm. La lunghezza d'onda dei tipi III e IV si estende da 400 a 500 nm, mentre il tipo V può essere causato da radiazione UVB a luce visibile (280-600 nm). Il Tipo VI si verifica solo per lunchezze d'onda di 400 nm.
Un'altra classificazione distingue due tipi. Il primo è un'ipersensibilità causata da una reazione a fotoallergeni che si trovano solo nelle persone con OS, mentre il secondo è causato da fotoallergeni che possono essere trovati in entrambe le persone con OS e senza.
È stato identificato anche un sottogruppo delle orticarie solari, le orticarie solari fisse. Si trattano di una forma rara, meno intensa della malattia con gonfiori della pelle che colpiscono determinate aree fisse del corpo. L'orticaria solare fissa è indotta da un ampio spettro di energia radiativa con lunghezze d'onda che vanno da ca 300 a ca 700 nm.

### Diagnosi differenziali
La Polymorphous light eruption (PMLE) è la malattia più semplice da scambiare con l'orticaria solare, a causa delle posizioni simili delle lesioni (la V del collo e le braccia). Tuttavia, i pazienti con OS hanno maggiori probabilità di sviluppare lesioni sul viso. Inoltre, una reazione con PMLE richiede una maggiore quantità di tempo a comparire che con l'orticaria solare. Il Lupus eritematoso è stato scambiato per OS; ma le lesioni da lupus eritematoso prendono una quantità maggiore di tempo per andarsene. Inoltre, quando vengono testati per le due malattie, i pazienti con OS hanno subito una reazione immediata mentre i pazienti con lupus eritematoso mostrano una reazione ritardata. Pazienti che manifestano sintomi di orticaria solare fin dalla giovane età possono far pensare di avere la protoporfiria eritropoietica, ma il sintomo principale di questa malattia sono il dolore e livelli anormali di protoporfirina nel sangue, livelli che risultano invece normali nei pazienti con OS. Infine, l'orticaria colinergica, o orticaria indotta da calore, occasionalmente può apparire come orticaria solare perché il calore del sole causerà una reazione.

## Gestione della malattia

### Antistaminici
Le istamine sono proteine associate a molte reazioni allergiche. Quando la radiazione UV o la luce entrano in contatto con una persona con orticaria solare, l'istamina viene rilasciata dai mastociti. Quando ciò si verifica, la permeabilità dei vasi vicino alla zona di rilascio dell'istamina viene aumentata. Questo permette al fluido del sangue di entrare nei vasi e di causare infiammazione. Gli antistaminici sopprimono l'attività della istamina.
La difenidramina, un antagonista dei recettori H1, o farmaco che contrasta i recettori H1, che sono associati a molte reazioni allergiche, risulta essere il più potente antistaminico per questa particolare malattia. I pazienti prescritti con 50 mg di difenidramina per quattro volte al giorno sono stati in grado di sostenere la normale esposizione al sole senza subire una reazione.
I pazienti con forme meno potenti di orticaria solare come l'orticaria solare fissa possono essere trattati con il farmaco fexofenadina, che può anche essere usato profilatticamente per prevenire il ripetersi della malattia.

### Desensibilizzazione
Questa forma di trattamento ha lo scopo di ridurre l'intensità, o di eliminare del tutto, le reazioni allergiche, aumentando gradualmente l'esposizione alla forma di radiazione che provoca la reazione. Nel caso dell'orticaria solare, i due principali trattamenti di desensibilizzazione sono la fototerapia e la fotochemioterapia.
La fototerapia può essere utilizzata per prevenire l'orticaria solare. L'esposizione a una certa forma di luce o di radiazioni UV consente al paziente di sviluppare una tolleranza e i focolai si possono ridurre. Questo tipo di trattamento è generalmente condotto in primavera, ma i suoi benefici durano per soli due o tre giorni.
La fotochemioterapia, o Puva, è considerata superiore alla fototerapia perché produce una tolleranza di più lunga durata alla radiazione che inizia l'epidemia. Quando il trattamento inizia prima, l'obiettivo principale è quello di costruire una tolleranza del paziente alle radiazioni UVA sufficiente a farlo stare all'aperto senza subire un episodio di orticaria solare. Pertanto, i trattamenti vengono regolati a tre per settimana, mentre si aumenta costantemente l'esposizione alle radiazioni UVA. Una volta che il paziente abbia raggiunto un livello adeguato di desensibilizzazione, i trattamenti vengono ridotti a uno o due a settimana.

### Immunosoppressione
Se il paziente è affetto da una forma intensa di orticaria solare, i medici a volte prescrivono farmaci immunosoppressivi come il prednisolone e la ciclosporina. Tuttavia, gli effetti collaterali di questi farmaci possono essere gravi e per questo sono utilizzati solo nei casi più estremi.

### Plasmaferesi
Nei casi più estremi, può essere considerata anche la plasmaferesi. Questa tecnica viene utilizzata per separare il plasma sanguigno dai globuli rossi, che vengono poi reimmessi di nuovo in circolo nell'organismo del paziente. Il metodo "rimuove un fattore circolante nel sangue che possa essere coinvolto nel causare l'orticaria" ma è ancora in fase di test e non è sempre efficace.

## Epidemiologia
Negli Stati Uniti, l'orticaria solare è stata diagnosticata a circa il 4% dei pazienti con disturbi fotosensibili. A livello internazionale, ne soffre una percentuale leggermente superiore al 5,3%. L'Orticaria solare può verificarsi in tutte le razze, ma uno studio che ha monitorato 135 afro-americani e 110 persone di razza caucasica con fotodermatosi ha trovato che l'OS affliggeva circa il 2,2% degli afro-americani e ca l'8% dei caucasici, mostrando che i caucasici hanno una possibilità superiore di contrarre la malattia. Globalmente l'orticaria solare colpisce 3,1 su 100.000 persone, e le femmine hanno maggiori probabilità di essere colpite rispetto ai maschi. L'età dei pazienti può essere qualsiasi tra i 5 e i 70 anni, e si sono trovati casi di orticaria solare in bambini ancora nella prima infanzia, ma l'età media si attesta sui 35 anni. L'orticaria solare ricopre meno dell'1% dei tanti casi di orticaria documentati. Tuttavia, fin dal primo caso di orticaria solare documentato in Giappone nel 1916, sono stati segnalati oltre un centinaio di altri casi.